# Plexo solar
El plexo solar o plexo celiaco es una densa red nerviosa que rodea a la arteria aorta ventral en el punto de donde salen la arteria mesentérica superior y el tronco celíaco, a nivel de la primera vértebra lumbar, detrás del estómago. Procede especialmente del sistema nervioso simpático y del nervio vago derecho. En él se combinan las fibras nerviosas del gran simpático y del parasimpático. El plexo solar contribuye a la inervación de las vísceras intraabdominales.

## Origen del nombre
Se le llama plexo solar por sus fibras nerviosas radiantes.[cita requerida]

## Ganglios
El plexo solar está constituido por un conjunto de ganglios nerviosos, altamente interconectados uno con el otro de manera anterior a posterior:
Los ganglios celíacos, situados a la altura de las glándulas suprarrenales, de unos 20 mm de largo, tienen forma de medialuna con dos cuernos. El cuerno más cercano a la línea media recibe la bifurcación terminal del nervio vago derecho, mientras que el cuerno lateral y alejado de la línea media recibe al nervio esplácnico mayor.
Los ganglios mesentéricos superiores son ovoides, más pequeños y se sitúan sobre la cara anterior de la aorta abdominal.
Los ganglios aorticorrenales son también ovoides y están ubicados por delante del origen de la arteria renal de cada lado.

## Plexos relacionados
El plexo celíaco incluye varios plexos menores:
- Plexo hepático
- Plexo esplénico
- Plexo gástrico
- Plexo pancreático
- Plexo suprarrenal

Otros plexos que derivan del plexo celíaco:
- Plexo renal
- Plexo testicular / Plexo ovárico
- Plexo mesentérico superior
- Plexo mesentérico inferior

## Punto epigástrico
El dolor abdominal causado por sensibilidad del plexo solar está localizado en un punto medio entre la punta inferior del esternón (llamada apófisis xifoides) y el ombligo.[cita requerida]

### Plexo solar y el cáncer
El bloqueo de la inervación producida por el plexo solar se usa con cierta frecuencia para el alivio prolongado del dolor causado por varias enfermedades, entre ellas el cáncer abdominal, en especial el cáncer de páncreas.